# الضوء القديم (رواية)
الضوء القديم (بالإنجليزية: Ancient Light)‏ هي رواية للكاتب الأيرلندي جون بانفيل، نشرت عام 2012، عن دار نشر فايكنغ بنغوين.

## روابط خارجية
- الضوء القديم على موقع الموسوعة البريطانية (الإنجليزية)